# Алексеев, Виктор Георгиевич
Виктор Георгиевич Алексеев (24 июня 1947 — 5 апреля 2013, Москва) — советский футболист, выступавший на всех позициях в поле.

## Биография
Начал взрослую карьеру в составе московского «Торпедо», впервые был включён в заявку клуба в 1966 году. Дебютный матч в высшей лиге сыграл 23 апреля 1967 года против московского «Локомотива». Всего за сезон сыграл 20 матчей в высшей лиге и одну игру в Кубке СССР.
Сезон 1968 года начал в дубле «Торпедо», но ещё в первой половине сезона перешёл в «Молдову». В составе клуба из Кишинёва провёл три сезона, сыграв более 100 матчей в первой лиге. Затем выступал во второй лиге за тульский «Металлург» и «Динамо»/«Целинник» из Целинограда.
Скончался в Москве 5 апреля 2013 года на 66-м году жизни.